# 伊東知康
伊東 知康（いとう ともやす、1960年1月18日 - ）は、日本の実業家。元ワコール社長。

## 経歴
東京都出身。1983年早稲田大学社会科学部卒業、ワコール入社。 2006年ワコールワコールブランド販売企画統括部専門店販売企画部長。2007年スタディオファイブ代表取締役社長。2011年ワコールワコールブランド事業本部インナーウェア商品統括部営業部長。2014年ワコール取締役執行役員ワコールブランド事業本部長。2015年ワコールホールディングス取締役常務執行役員ワコールブランド事業本部長。2016年ワコールホールディングス取締役専務執行役員ワコールブランド事業本部長。2018年ワコール代表取締役社長執行役員。2020年ワコールホールディングス取締役副社長執行役員。